# Schweizerischer Frauenbund zur Hebung der Sittlichkeit
Der Schweizerische Frauenbund zur Hebung der Sittlichkeit (SFHS) war ein Schweizer Sittlichkeitsverein, der sich insbesondere dem Kampf der Prostitution und ihrer Ursachen verschrieben hatte.
Der SFHS wurde 1877 als Schweizer Sektion der Internationalen Föderation zur Abschaffung der Prostitution gegründet. 
1901 spalteten sich die Deutschschweizerinnen vom nationalen Verband ab und gründeten ihrerseits den Verband deutschschweizerischer Frauenvereine zur Hebung der Sittlichkeit, der 1929 zum Schweizerischen Evangelischen Verband Frauenhilfe umbenannt und in seinen Zielsetzungen weiter gefasst wurde. Der Verband deutschschweizerischer Frauenvereine zur Hebung der Sittlichkeit wandte sich mehr als der SFHS der politischen Lobbyarbeit zu und setzte sich für staatliche Repressionen im Bereich der Prostitution ein.
Die Frauen des SFHS betrachteten die Prostitution als Unterschichtsphänomen, dem es mit Prävention und Repression zu begegnen galt. Die Sektion der Deutschschweizerinnen erreichte in Bern und Zürich die Schliessung der Bordelle. In Zusammenarbeit mit den Fürsorgebehörden wurden die Prostituierte – und ledige Mütter – in Heimen untergebracht und dort «diszipliniert». In Zusammenarbeit mit der Vereinigung gegen die Schundliteratur erreichten der Verein zur Hebung der Sittlichkeit eine strenge Zensur bei Büchern sowie die Ausdehnung der Zensur auf Filme. 
Im Jahr 1947 wurde der Schweizerische Evangelische Verband Frauenhilfe in den Evangelischen Frauenbund der Schweiz integriert und offiziell aufgelöst.